# Phygadeuon exiguus
Phygadeuon exiguus là một loài tò vò trong họ Ichneumonidae.